# Harmony of the Seas
La Harmony of the Seas è una nave da crociera classe Oasis costruita dalla STX France ai Chantiers de l'Atlantique di Saint-Nazaire per la Royal Caribbean International. Al momento del suo varo, era la nave passeggeri più grande mai costruita. Ha tre navi gemelle: la Allure of the Seas, la Oasis of the Seas e la Symphony of the Seas.